# Rhodothemis mauritsi
Rhodothemis mauritsi is een libellensoort uit de familie van de korenbouten (Libellulidae), onderorde echte libellen (Anisoptera).
De wetenschappelijke naam Rhodothemis mauritsi is voor het eerst geldig gepubliceerd in 1984 door Lohmann.